# Уляеги
Уляеги — река в России, протекает по территории Найстенъярвского сельского поселения Суоярвского района и Петровского сельского поселения Кондопожского района Карелии. Длина реки — 18 км, площадь водосборного бассейна — 160 км².
Река берёт начало из болота, течёт преимущественно в южном направлении по заболоченной местности.
Река в общей сложности имеет четыре притока суммарной длиной 6,0 км (наиболее крупный — река Мустооя).
Также к бассейну Уляеги относятся озёра Онга-Мукса и Пелдо.
Впадает в озеро Палват на высоте 121,7 м над уровнем моря.
Населённые пункты на реке отсутствуют.
Код объекта в государственном водном реестре — 01040100112102000014493.